# Chelva
Chelva település Spanyolországban, Valencia tartományban. Chelva Utiel, Requena, Alpuente, Loriguilla, La Yesa, Tuéjar, Titaguas és Benagéber községekkel határos. Lakosainak száma 1677 fő (2024).

## Népesség
A település népessége az utóbbi években az alábbiak szerint változott:
| Lakosok száma | 2110 | 1986 | 1839 | 1782 | 1627 | 1463 | 1516 | 1489 | 1597 | 1677 |
|               | 2001 | 2004 | 2007 | 2009 | 2012 | 2014 | 2017 | 2019 | 2022 | 2024 |